# Muhi ad-Din Fikini

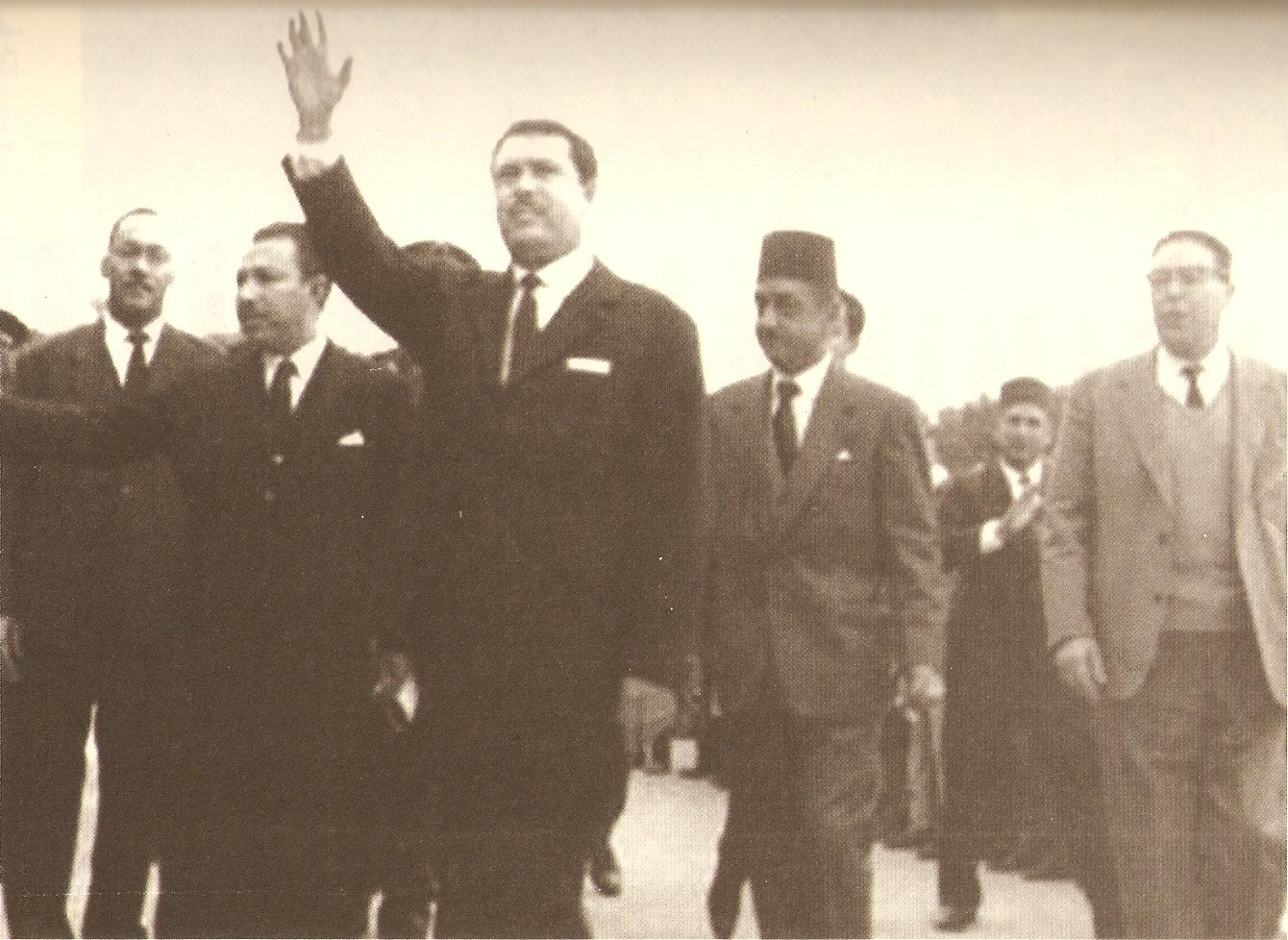
Muhi ad-Din Fikini (winkend)

Muhi ad-Din Fikini, auch Mohieddin Fekini (arabisch محي الدين فكيني, DMG Muḥī ad-Dīn Fikīnī; * 10. März 1925 - in Fessan; † 9. Juli 1994) war in den Jahren 1963 und 1964 Premierminister und Außenminister von Libyen.
Fikini stammt von Clan der Rajban aus der Berggegend Dschabal Nafusa im Nordwesten Libyens. Sein Vater, Mohammed ben Khalifa Fikini, beteiligte sich ab 1911 am Widerstand gegen die Besetzung Libyens durch Italien. Mit dem Zusammenbruch der Widerstandsbewegung 1923 floh er mit seiner Familie in die Region Fessan, wo 1925 Muhi ad-Din geboren wurde. 1929 musste die Familie nach dem Einmarsch italienischer Truppen in Fessan erneut fliehen und ließ sich schließlich im tunesischen Gabès nieder. Nach dem Tod des Vaters 1950 kehrte die Familie 1953 nach Tripolis zurück. Muhi ad-Din studierte zu dieser Zeit Jura an der Universität von Paris und promovierte 1953 mit der Dissertation Le Règlement de la question libyenne par l'organisation des Nations Unies.
Von 1953 bis 1956 war Fikini Botschafter Libyens in Ägypten. Ab 1958 war er libyscher Botschafter bei der Vereinten Nationen und den USA.
Am 19. März 1963 ernannte König Idris I. Fikini zum nächsten Premierminister und beauftragte ihn mit der Bildung eines Kabinetts. Bereits neun Monate später, am 22. Januar 1963, musste er jedoch infolge von Ausschreitungen in Bengasi zurücktreten.